# Reihenbildkamera
Eine Reihenbildkamera ist eine Spezialkamera, die für die selbsttätige Aufnahme einer großen Anzahl von Einzelbildern ausgebildet ist.
Sie geht auf Étienne-Jules Marey zurück, der damit Bewegungsabläufe bei Tieren studierte, indem er automatisch eine große Anzahl von Bildern hintereinander aufnahm. Aus diesem Prototyp entstanden schließlich die Filmkameras, die den Film ruckartig weiter transportieren.

Reihenmesskammer (links) und Navigation Sight/Navigationsteleskop (rechts) im Flugzeug der Schweizerischen Landestopographie

Seit etwa 1920 werden Reihenbildkameras, hier auch Reihenmesskammern genannt, insbesondere bei Luftbildaufnahmen für die Herstellung von Landkarten verwendet. Dabei überfliegt ein Vermessungsflugzeug einen Geländestreifen nach dem anderen. Die Kamera löst die Bilder so aus, dass sie sich um etwa 60 % in Flugrichtung überdecken und als Stereobilder auswerten lassen. Früher erfolgte diese Steuerung visuell mit einem senkrechten Navigationsteleskop, heute mit GPS und computerisiertem Überdeckungs-Regler.
Die bekanntesten Hersteller von geodätischen Reihenbildkameras waren Carl Zeiss, Oberkochen (INTERGRAPH, Z/I Imaging) mit den Modellen RMK TOP und RMK A, Leica mit den Serien RC10, RC20, RC30 (Wild Heerbrugg) sowie Carl Zeiss Jena mit den Modellen LMK und MRB.
Zu Beginn des 21. Jahrhunderts wurde die Produktion filmbasierter Reihenbildkameras eingestellt. Daher werden diese Kammern durch digitale Reihenmesskammern ersetzt. Diese werden vorrangig von INTERGRAPH, Z/I Imaging (DMC), Microsoft/Vexcel (Ultracam) sowie Leica-Geosystems (ADS40 und ADS80) hergestellt.